# Rossomyrmex minuchae
Rossomyrmex minuchae is een mierensoort uit de onderfamilie van de schubmieren (Formicinae). De wetenschappelijke naam van de soort is voor het eerst geldig gepubliceerd in 1981 door Tinaut.
De soort komt alleen voor in Spanje. Hij staat op de Rode Lijst van de IUCN als kwetsbaar.